# Steve Guy
Steve Guy (* 15. März 1959 in Wellington) ist ein ehemaliger neuseeländischer Tennisspieler.

## Leben
Guy studierte an der Wichita State University in Kansas und erreichte 1983 das Finale des ATP-Satellite Turniers von Thailand. 1984 wurde er Tennisprofi und qualifizierte sich in Auckland mit Siegen über John Evert und Wally Masur erstmals für das Hauptfeld eines Turniers der ATP World Tour. Er drang daraufhin bis ins Viertelfinale vor. 1986 gewann er das ATP-Satellite Turniers von Jugoslawien und war Halbfinalist der Challenger-Turniere von Budapest und Fukuoka. 1987 und 1988 konnte er jeweils einen Doppeltitel auf der ATP Challenger-Tour gewinnen, zudem gewann er 1988 den Einzeltitel beim Challenger-Turnier von Singapur. Seinen einzigen Titel auf der ATP World Tour errang er 1989 in Auckland an der Seite von Shūzō Matsuoka.
Guy spielte zwischen 1984 und 1991 sieben Einzel- und drei Doppelpartien für die neuseeländische Davis-Cup-Mannschaft. Sein größter Erfolg mit der Mannschaft war die Teilnahme an der ersten Runde der Weltgruppe 1990, die mit 3-2 knapp gegen Jugoslawien verloren ging. Er trat dabei an der Seite von Kelly Evernden im Doppel an, sie unterlagen gegen Slobodan Živojinović und Goran Ivanišević.
Nach dem Ende seiner Profikarriere war er dreimaliger Hessenmeister im Doppel und zweimal hessischer Vizemeister im Einzel. Er arbeitete für den hessischen Tennisverband und den Offenbacher Tennisclub OTC. Im Jahr 2007 wurde er Deutscher Vizemeister Ü-45. 2009 erlangte er bei den Weltmeisterschaften auf Mallorca in der Altersklasse Ü-50 die Bronzemedaille im Doppel.
Guy ist verheiratet mit Hana Guy und hat zwei Kinder.

## Erfolge
| Legende                       |
| Grand Slam                    |
| Tennis Masters Cup            |
| ATP Masters Series            |
| ATP International Series Gold |
| ATP International Series (1)  |
| ATP Challenger Tour (9)       |

### Einzel

#### Turniersiege
| Nr. | Datum              | Turnier      | Belag     | Finalgegner     | Ergebnis      |
| --- | ------------------ | ------------ | --------- | --------------- | ------------- |
| 1.  | 24. Oktober 1988   | Singapur     | Rasen     | Paul Chamberlin | 4:6, 7:6, 7:6 |
| 2.  | 18. September 1989 | Thessaloniki | Hartplatz | Neil Borwick    | 6:4, 6:4      |

### Doppel

#### Turniersiege

##### ATP Tour
| Nr. | Datum          | Turnier  | Belag     | Partner        | Finalgegner                   | Ergebnis |
| --- | -------------- | -------- | --------- | -------------- | ----------------------------- | -------- |
| 1.  | 9. Januar 1989 | Auckland | Hartplatz | Shūzō Matsuoka | John Letts Bruce Man Son Hing | 7:6, 7:6 |

##### Challenger Tour
| Nr. | Datum             | Turnier      | Belag     | Partner            | Finalgegner                                 | Ergebnis      |
| --- | ----------------- | ------------ | --------- | ------------------ | ------------------------------------------- | ------------- |
| 1.  | 2. November 1987  | Jakarta      | Hartplatz | Jon Levine         | Suharyadi Suharyadi Donald Wailan-Walalangi | 6:7, 6:4, 6:3 |
| 2.  | 5. September 1988 | Thessaloniki | Hartplatz | Morten Christensen | András Lányi Stefano Mezzadri               | 6:3, 6:4      |
| 3.  | 31. Juli 1989     | Kuala Lumpur | Hartplatz | Zeeshan Ali        | Morten Christensen Peter Flintsø            | 6:4, 6:4      |
| 4.  | 21. August 1989   | Hongkong     | Hartplatz | David Lewis        | Russell Barlow Gavin Pfitzner               | 6:4, 6:2      |
| 5.  | 1. Oktober 1990   | Singapur     | Hartplatz | John Letts         | Mark Keil Kent Kinnear                      | 6:1, 7:5      |
| 6.  | 6. April 1992     | Jerusalem    | Hartplatz | Carl Limberger     | Brian Joelson Richard Matuszewski           | 7:6, 6:2      |
| 7.  | 2. November 1992  | Manila       | Hartplatz | Richard Fromberg   | Massimo Ardinghi Mario Visconti             | 6:3, 6:4      |